# Oxford (Wisconsin)
Oxford é uma vila localizada no estado norte-americano de Wisconsin, no Condado de Marquette.

## Demografia
Segundo o censo norte-americano de 2000, a sua população era de 536 habitantes.
Em 2006, foi estimada uma população de 557, um aumento de 21 (3.9%).

## Geografia
De acordo com o United States Census Bureau tem uma área de
2,7 km², dos quais 2,6 km² cobertos por terra e 0,1 km² cobertos por água. Oxford localiza-se a aproximadamente 269 m acima do nível do mar.

## Localidades na vizinhança
O diagrama seguinte representa as localidades num raio de 28 km ao redor de Oxford.